# Gresini Racing

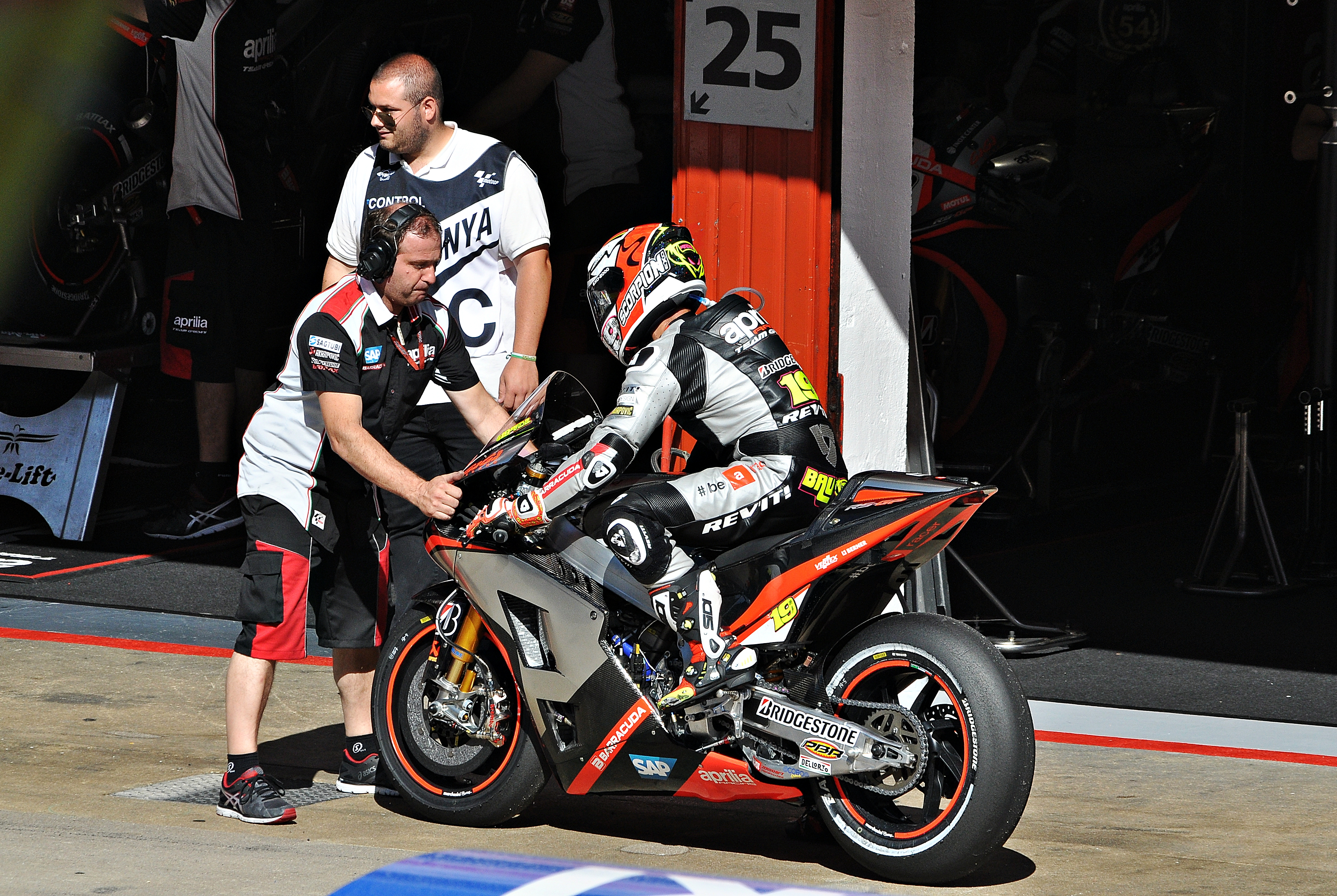
Alvaro Bautista, Aprilia RS-GP, 2015.

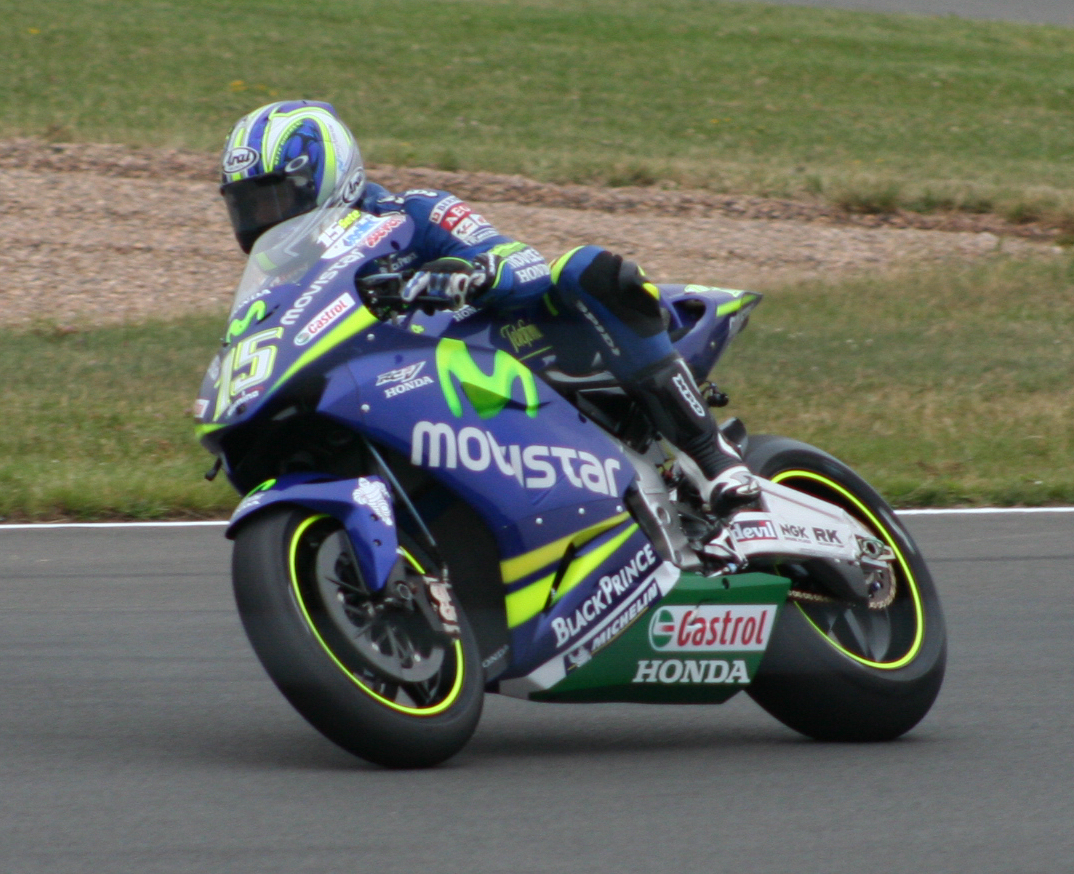
Sete Gibernau, Honda RC211V, 2005.

Gresini Racing är ett privatägt roadracing-stall i Grand Prix Roadracing där det tävlar i alla klasserna: MotoGP, Moto2 och Moto3. Stallet startades säsongen 1997 av tidigare föraren och dubble världsmästaren i 125GP Fausto Gresini som alltjämt äger och leder stallet. De främsta framgångarna är tre VM-titlar: Daijiro Kato i 250GP Roadracing-VM 2001, Toni Elias i Moto2 Roadracing-VM 2010 och Jorge Martín i Moto3 Roadracing-VM 2018. I den främsta klassen, MotoGP, har Gresini Racing två vicevärldsmästare. Sete Gibernau blev VM-tvåa 2003 och 2004 och Marco Melandri 2005.

## Verksamhet
Sedan Roadracing-VM 2015 är Gresini Aprilias fabriksteam, se Aprilia Racing Team Gresini. Tidigare var Gresini förknippat med Honda. Förare som Sete Gibernau, Daijiro Kato, Marco Melandri, Alex Barros och Marco Simoncelli har kört för Gresini-stallet. Teamet tog tre raka andraplatser i förar-VM 2003 och 2004 genom Sete Gibernau och 2005 genom Marco Melandri. 2008 hade Gresini Alex de Angelis och Shinya Nakano som förare. Teamet var det första Honda-teamet som körde på Bridgestone-däck. Byte av däcksfabrikant från Michelin skedde 2007 samtidigt som regeländringar gjorde att de gamla Honda RC211Vmed 990cm3 cylindervolym byttes mot de nya Honda RC212V med 800cm3 cylindervolym.

## Sponsorer
Under stallets senaste storhetstid 2001 och 2003-2005 var Telefonica huvudsponsor. Cigarretmärket Fortuna var huvudsponsor 2002 och 2006. Snacksproducenten San Carlo var sponsor 2007-2012 och sportdrycken Go & Fun huvudsponsor 2013-2014 med bland andra Federal Oil som sponsor i Moto3 och Moto2. 

## Säsonger i sammanfattning från 2012
| Säsong | Klass  | Team-namn                   | Konstruktör | Motorcykel            | Förare              | VM- plac. | 1/2/3- platser | Anm.           |
| ------ | ------ | --------------------------- | ----------- | --------------------- | ------------------- | --------- | -------------- | -------------- |
| 2012   | MotoGP | San Carlo Honda Gresini     |             |                       |                     |           |                |                |
| 2012   | MotoGP | San Carlo Honda Gresini     | Honda       | Honda RC213V          | Álvaro Bautista     | 5         | - / - / 2      | Prototyp-mc    |
| 2012   | MotoGP | San Carlo Honda Gresini     | FTR         |                       | Michele Pirro       | 15        | - / - / -      | CRT-mc         |
| 2012   | Moto2  | Federal Oil Gresini Moto2   | Moriwaki    |                       | Gino Rea            | 21        | - / 1 / -      |                |
| 2012   | Moto2  | Thai Honda Gresini Moto2    | Moriwaki    |                       | Ratthapark Wilairot | 27        | - / - / -      |                |
| 2012   | Moto3  | San Carlo Gresini Moto3     | Honda       | Honda NSF250R         | Niccolò Antonelli   | 14        | - / - / -      |                |
| 2013   | MotoGP | Go & Fun Honda Gresini      |             |                       |                     |           |                |                |
| 2013   | MotoGP | Go & Fun Honda Gresini      | Honda       | Honda RC213V          | Álvaro Bautista     | 6         | - / - / -      | Prototyp-mc    |
| 2013   | MotoGP | Go & Fun Honda Gresini      | FTR Honda   |                       | Bryan Staring       | 26        | - / - / -      | CRT-mc         |
| 2013   | Moto2  | Federal Oil Gresini Moto2   | Suter       |                       | Doni Tata Pradita   | 28        | - / - / -      |                |
| 2013   | Moto2  | Honda Gresini Moto2         | Suter       |                       | Ratthapark Wilairot | -         | - / - / -      | GP 1-8         |
| 2013   | Moto2  | Honda Gresini Moto2         | Suter       | Thitipong Warokorn    | -                   | - / - / - | GP 10-18       |                |
| 2013   | Moto3  | Go & Fun Gresini Moto3      | FTR Honda   |                       | Niccolò Antonelli   | 17        | - / - / -      |                |
| 2013   | Moto3  | Go & Fun Gresini Moto3      | FTR Honda   |                       | Lorenzo Baldassarri | -         | - / - / -      |                |
| 2014   | MotoGP | Go & Fun Honda Gresini      |             |                       |                     |           |                |                |
| 2014   | MotoGP | Go & Fun Honda Gresini      | Honda       | Honda RC213V          | Álvaro Bautista     | 11        | - / - / 1      | Prototyp-mc    |
| 2014   | MotoGP | Go & Fun Honda Gresini      | Honda       | Honda RCV1000R        | Scott Redding       | 12        | - / - / -      | produktions-mc |
| 2014   | Moto2  | Gresini Moto2               | Suter       |                       | Xavier Siméon       | 14        | - / 1 / -      |                |
| 2014   | Moto2  | Federal Oil Gresini Moto2   | Suter       |                       | Lorenzo Baldassarri | 25        | - / - / -      |                |
| 2014   | Moto3  | Junior Team Go & Fun Moto3  | KTM         |                       | Niccolò Antonelli   | 14        | - / - / -      |                |
| 2014   | Moto3  | Junior Team Go & Fun Moto3  | KTM         |                       | Enea Bastianini     | 9         | - / 2 / 1      |                |
| 2015   | MotoGP | Aprilia Racing Team Gresini |             |                       |                     |           |                |                |
| 2015   | MotoGP | Aprilia Racing Team Gresini | Aprilia     | Aprilia RS-GP         | Álvaro Bautista     | 16        | - / - / -      |                |
| 2015   | MotoGP | Aprilia Racing Team Gresini | Aprilia     | Aprilia RS-GP         | Marco Melandri      | -         | - / - / -      | GP 1-9         |
| 2015   | MotoGP | Aprilia Racing Team Gresini | Aprilia     | Aprilia RS-GP         | Michael Laverty     | -         | - / - / -      | GP 10          |
| 2015   | MotoGP | Aprilia Racing Team Gresini | Aprilia     | Aprilia RS-GP         | Stefan Bradl        | 18        | - / - / -      | GP 11-18       |
| 2015   | Moto2  | Federal Oil Gresini Moto2   | Kalex       |                       | Xavier Siméon       | 7         | 1 / 1 / -      |                |
| 2015   | Moto3  | Gresini Racing Team Moto3   | Honda       |                       | Enea Bastianini     | 3         | 1 / 4 / 1      |                |
| 2015   | Moto3  | Gresini Racing Team Moto3   | Honda       | Andrea Locatelli      | 20                  | - / - / - |                |                |
| 2016   | MotoGP | Aprilia Racing Team Gresini | Aprilia     | Aprilia RS-GP         | Álvaro Bautista     | 12        | - / - / -      |                |
| 2016   | MotoGP | Aprilia Racing Team Gresini | Aprilia     | Aprilia RS-GP         | Stefan Bradl        | 16        | - / - / -      |                |
| 2016   | Moto2  | Federal Oil Gresini Moto2   | Kalex       |                       | Sam Lowes           | 5         | 2 / 2 / 2      |                |
| 2016   | Moto3  | Gresini Racing Moto3        | Honda       |                       | Enea Bastianini     | 2         | 1 / 1 / 4      |                |
| 2016   | Moto3  | Gresini Racing Moto3        | Honda       | Fabio Di Giannantonio | 6                   | - / 2 / 1 |                |                |
| 2017   | MotoGP | Aprilia Racing Team Gresini | Aprilia     | Aprilia RS-GP         | Aleix Espargaró     | 15        | - / - / -      |                |
| 2017   | MotoGP | Aprilia Racing Team Gresini | Aprilia     | Aprilia RS-GP         | Sam Lowes           | 26        | - / - / -      |                |
| 2017   | Moto2  | Federal Oil Gresini Moto2   | Kalex       |                       | Jorge Navarro       | 14        | - / - / -      |                |
| 2017   | Moto3  | Del Conca Gresini Moto3     | Honda       |                       | Jorge Martín        | 4         | 1 / 2 / 6      |                |
| 2017   | Moto3  | Del Conca Gresini Moto3     | Honda       | Fabio Di Giannantonio | 5                   | - / 2 / 3 |                |                |
| 2018   | MotoGP | Aprilia Racing Team Gresini | Aprilia     | Aprilia RS-GP         | Aleix Espargaró     | 17        | - / - / -      |                |
| 2018   | MotoGP | Aprilia Racing Team Gresini | Aprilia     | Aprilia RS-GP         | Scott Redding       | 1         | - / - / -      |                |
| 2018   | Moto2  | Federal Oil Gresini Moto2   | Kalex       |                       | Jorge Navarro       | 13        | - / - / -      |                |
| 2018   | Moto3  | Del Conca Gresini Moto3     | Honda       |                       | Jorge Martín        | 1         | 7 / 2 / 1      |                |
| 2018   | Moto3  | Del Conca Gresini Moto3     | Honda       | Fabio Di Giannantonio | 2                   | 2 / 1 / 3 |                |                |
| 2019   | MotoGP | Aprilia Racing Team Gresini | Aprilia     | Aprilia RS-GP         | Aleix Espargaró     | 14        | - / - / -      |                |
| 2019   | MotoGP | Aprilia Racing Team Gresini | Aprilia     | Aprilia RS-GP         | Andrea Iannone      | 16        | - / - / -      |                |
| 2019   | Moto2  | Federal Oil Gresini Moto2   | Kalex       |                       | Sam Lowes           | 16        | - / - / -      |                |
| 2019   | Moto3  | Kommerling Gresini Moto3    | Honda       |                       | Jeremy Alcoba       | 33        | - / - / -      |                |
| 2019   | Moto3  | Kommerling Gresini Moto3    | Honda       | Gabriel Rodrigo       | 18                  | - / - / - |                |                |
| 2019   | Moto3  | Kommerling Gresini Moto3    | Honda       | Riccardo Rossi        | 32                  | - / - / - |                |                |
| 2019   | MotoE  | Trentino Gresini MotoE      | Energica    |                       | Matteo Ferrari      | 1         | 3 / 2 / 1      |                |
| 2019   | MotoE  | Trentino Gresini MotoE      | Energica    | Gabriel Rodrigo       | 16                  | - / - / - |                |                |
| 2024   | MotoGP | Gresini Racing MotoGP       | Ducati      | Ducati Desmosedici    | Álex Márquez        | 10        | - / - / 1      |                |
| 2024   | MotoGP | Gresini Racing MotoGP       | Ducati      | Ducati Desmosedici    | Marc Márquez        | 3         | 1 / 3 / 1      |                |